# Prix Sadosky
Pour les articles homonymes, voir Sadosky.
Le prix AWM-Sadosky en analyse est un prix décerné tous les deux ans par l'Association for Women in Mathematics à une jeune chercheuse exceptionnelle en analyse mathématique. 

## Histoire
Il a été créé en 2012 et porte le nom de Cora Sadosky, une mathématicienne spécialisée dans l'analyse qui est devenu présidente de l'AWM,.  

## Lauréates
- 2014 : Svitlana Mayboroda, pour ses recherches sur les «problèmes de valeurs aux limites pour les équations elliptiques du deuxième ordre et des ordres supérieurs dans les milieux non lisses»[3].
- 2016 : Daniela De Silva, pour «ses contributions fondamentales à la théorie de la régularité des équations aux dérivées partielles elliptiques non linéaires et des équations intégro-différentielles non locales»[4].
- 2018 : Lillian Pierce, pour ses recherches qui « couvrent et connectent un large éventail de problèmes allant des sommes de caractères (en) dans la théorie des nombres aux opérateurs intégraux singuliers (en) dans les espaces euclidiens », notamment « un théorème polynomial de Carleson pour les variétés »[5].
- 2020 : Mihaela Ignatova, "en reconnaissance de ses contributions à l'analyse des équations aux dérivées partielles, notamment en mécanique des fluides"[6].
- 2022 : Yaiza Canzani, "en reconnaissance de ses contributions remarquables en géométrie spectrale et en analyse microlocale"[7].
- 2024 : Robin Neumayer, "pour des contributions exceptionnelles dans les domaines du calcul des variations, des équations aux dérivées partielles et de l'analyse géométrie".